# Konventet Santa Rosa de Ocopa
Konventet Santa Rosa de Ocopa (Convento de Santa Rosa de Ocopa) är beläget i distriktet Santa Rosa de Ocopa, i provinsen Concepción, Junín, Peru. Konventet grundades av franciskanorden för att tjäna som skola för missionärer. Konventet är nu museum och har ett stort bibliotek och även ett omfattande pinakotek.
Konventet är sedan 1955 listat som kulturarv i Peru.